# Lissonota reniculellae
Lissonota reniculellae là một loài tò vò trong họ Ichneumonidae.